# Lägstaån
Lägstaån är en å i norra Ångermanland i Örnsköldsviks kommun. Den tangerar under sitt lopp den sydvästra gränsen mot Vändåtbergets naturreservat.
Lägstaån rinner upp från Lägstasjön på en höjd av 304 m ö.h. Vid Lockstasjön övergår den därefter i Lockstaån, som biflöde till Flärkån, Gideälvens största biflöde. Vid Flärkån är den största biflöde med en medelvattenföring av 2,5 m³/s. Nedelbördsområdet har en areal av 214 km2, av vilket sjöarealen utgör 3,1 procent. Längden för de båda åsträckningarna tillsammans är 40 kilometer och fallhöjden är 112 meter.

## Lägstaåns historik
Ån har i mycket liten utsträckning använts för drift av kvarnar och sågar. Däremot har den haft stor betydelse som flottningsled.
I nedre delen av Lägstaån - nedanför Svartsjöbäckens utlopp i ån - har flottning troligen ägt rum från 1850-talet. Från 1870-talet kunde flottning ske från Långtjärnen och även från biflödet Svartsjöbäcken. Något senare hade upprensningen av Lägstaåns övre lopp nått Sör-Gällarsjön som kom att bli flottledens översta sjö. Besparingsdammar byggdes vid Bränntjärnens utlopp, Kalvbäcken (3 st.), Lägstasjön och Långtjärnen. För den övre delen av flottningsleden (Bränntjärnen till Långtjärnen) ansvarade manskap från orterna Lägsta och Kalvbäcken. För den nedre delen (Långtjärnen till utloppet i Flärkån) ansvarade manskap från Locksta. Flottningen pågick, med vissa undantag, fram till 1960. I Svartsjöbäcken flottades timmer sista gången år 1951. Över Svartsjön fördes virket med hjälp av ringbommar och spelbåt.

## Geologi
Ån mynnar ut i Flärkån inom isälvsdeltat Lockstafältet. Från Lockstasjön och uppströms följer ån Åseleåsen, en utlöpare av Gideälvsåsen. Här och var är åsen avskuren av tillflöden till ån. Åsgravar och dödisgropar är inte ovanliga och åsen har åsatts högt skyddsvärde.

## Några kännetecknande drag för Lägstaån

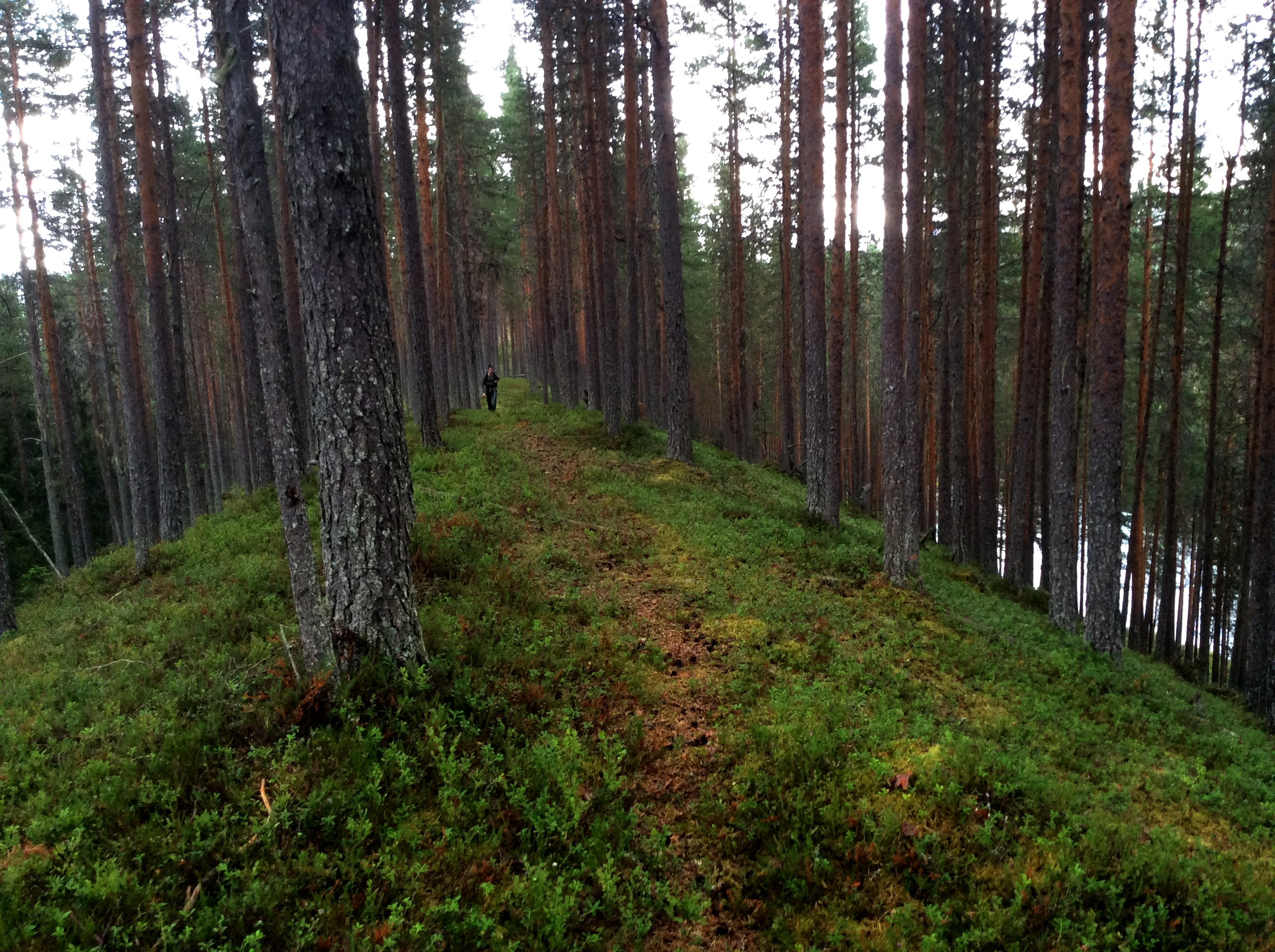
En typisk vandring längs Lägstaån sker uppe på höga moränåsar.
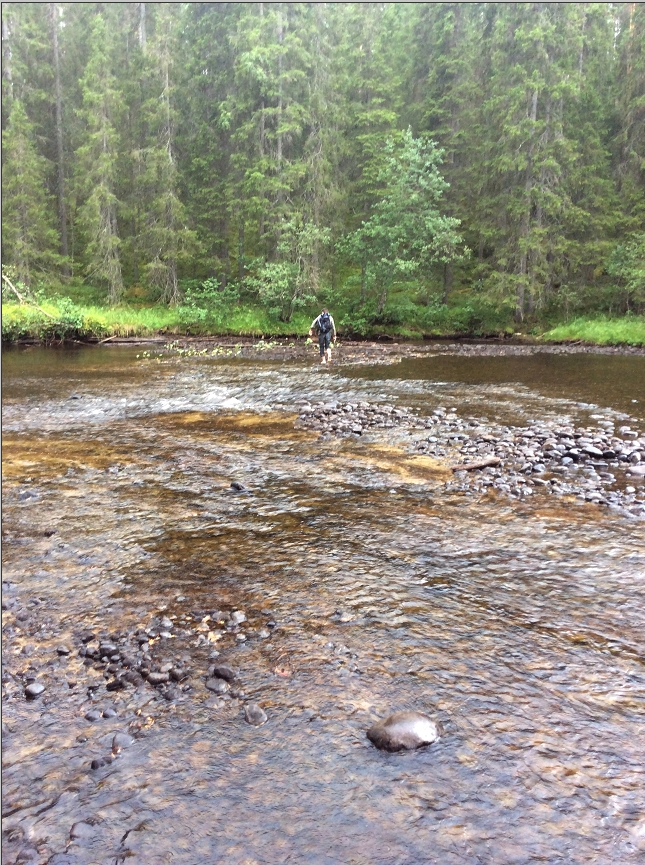
För den som vandrar i skogen har ån ett bra vadställe kallat ”Hvadslaget”.

## Bildgalleri

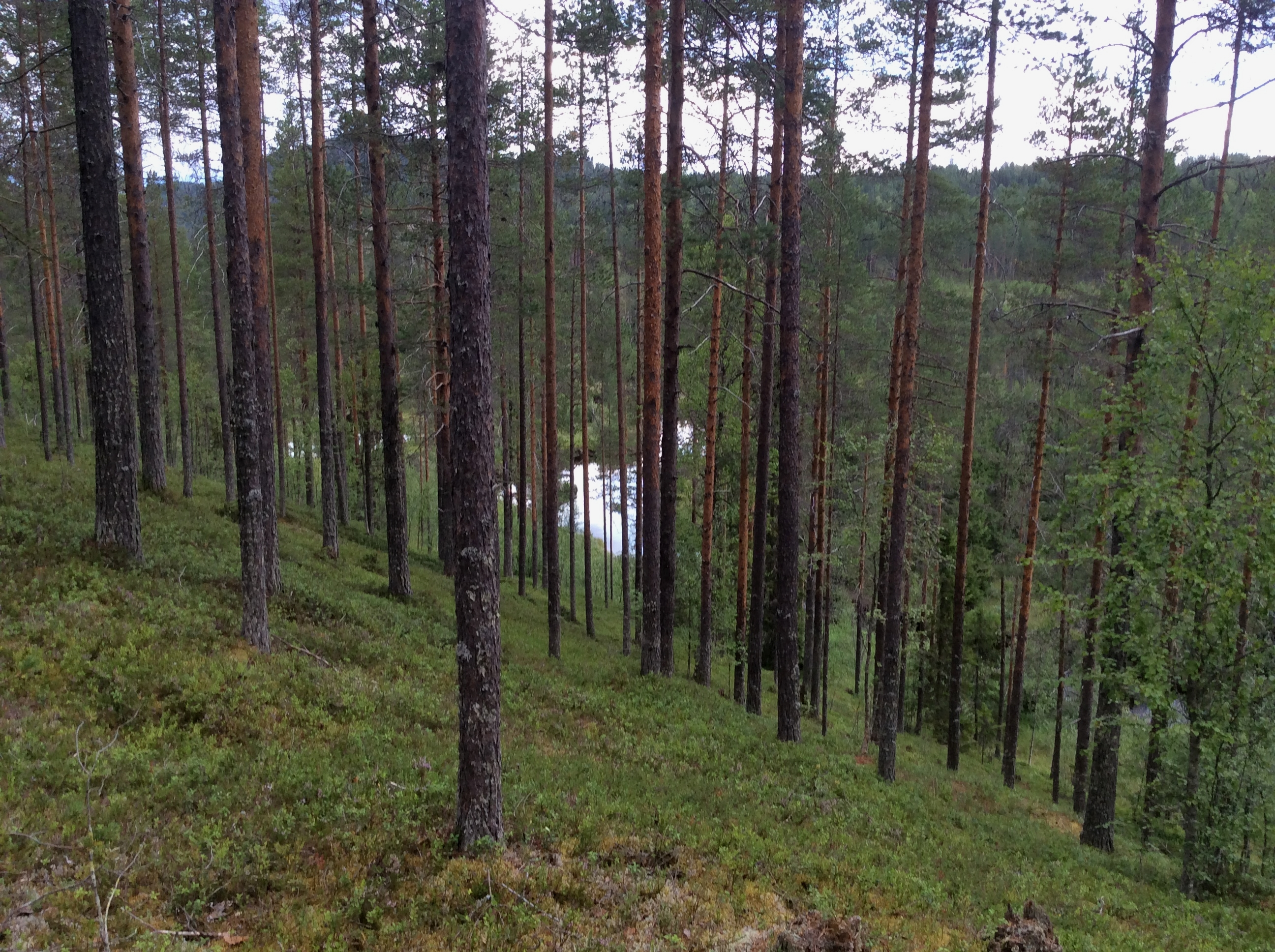
Lägstaån, i bakgrunden Ytterberget.
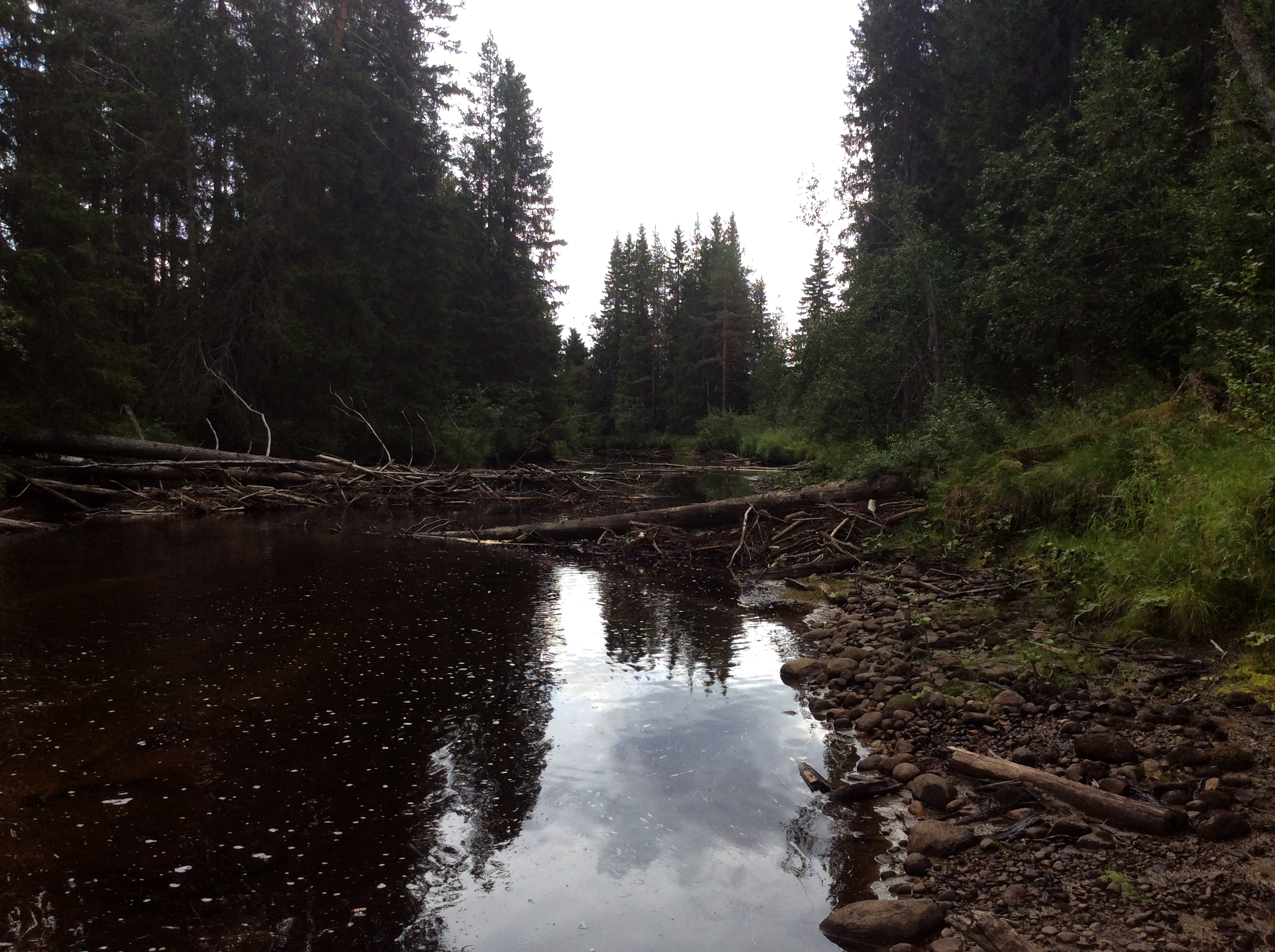
Lägstaån österut.
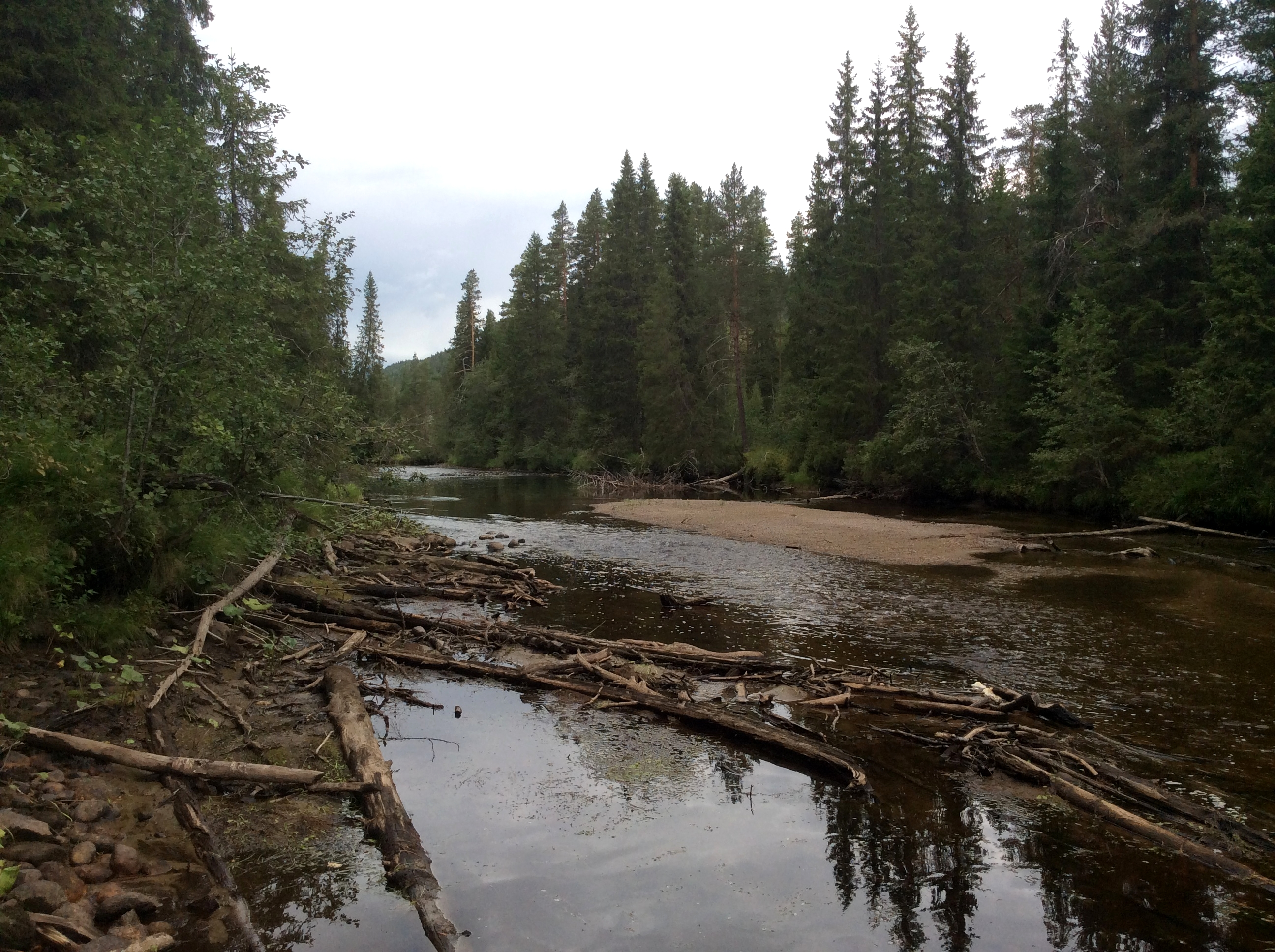
Lägstaån västerut.
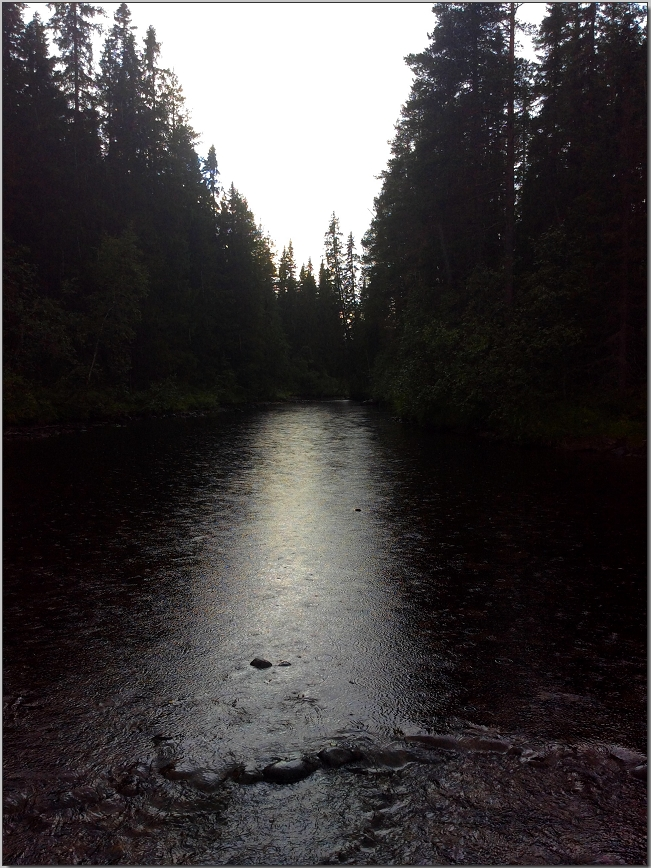
Lägstaån österut, högre upp i dess lopp.
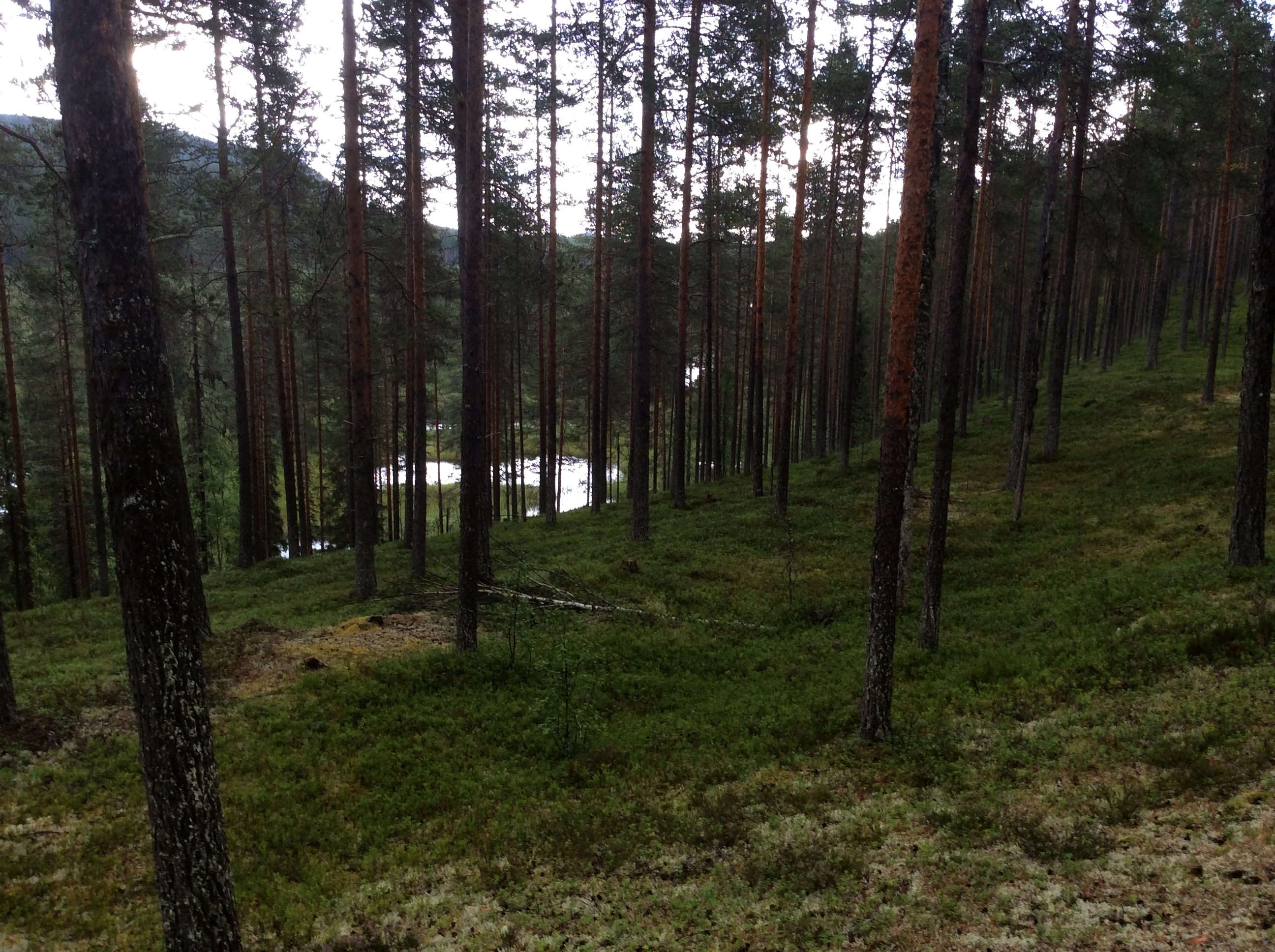
Lägstaån från en moränås. Moränåsarna är bevuxna med tallskog, medan sänkorna ner mot ån består av granskog.
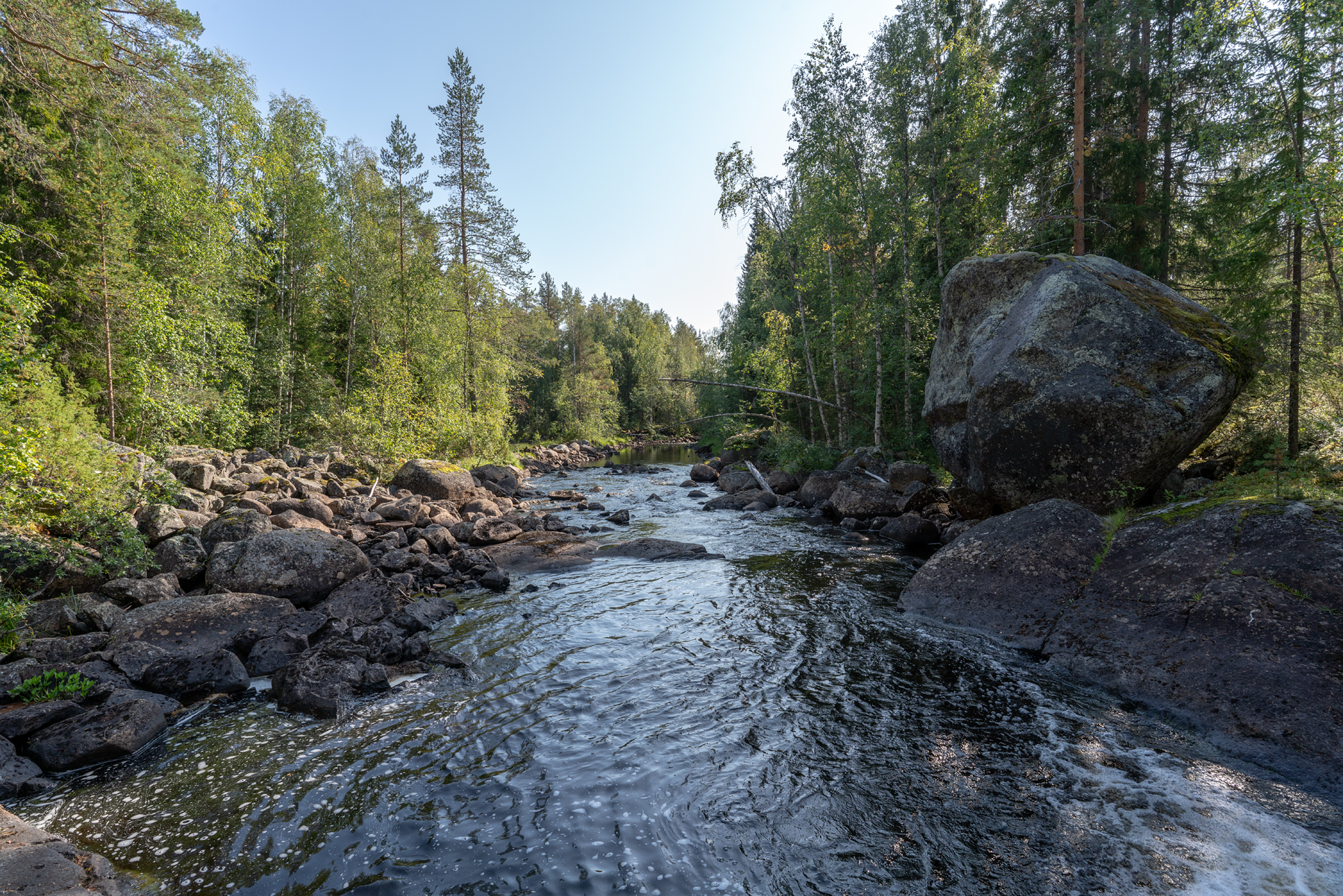
Lägstaån på väg österut mot Flärkån, augusti 2019.
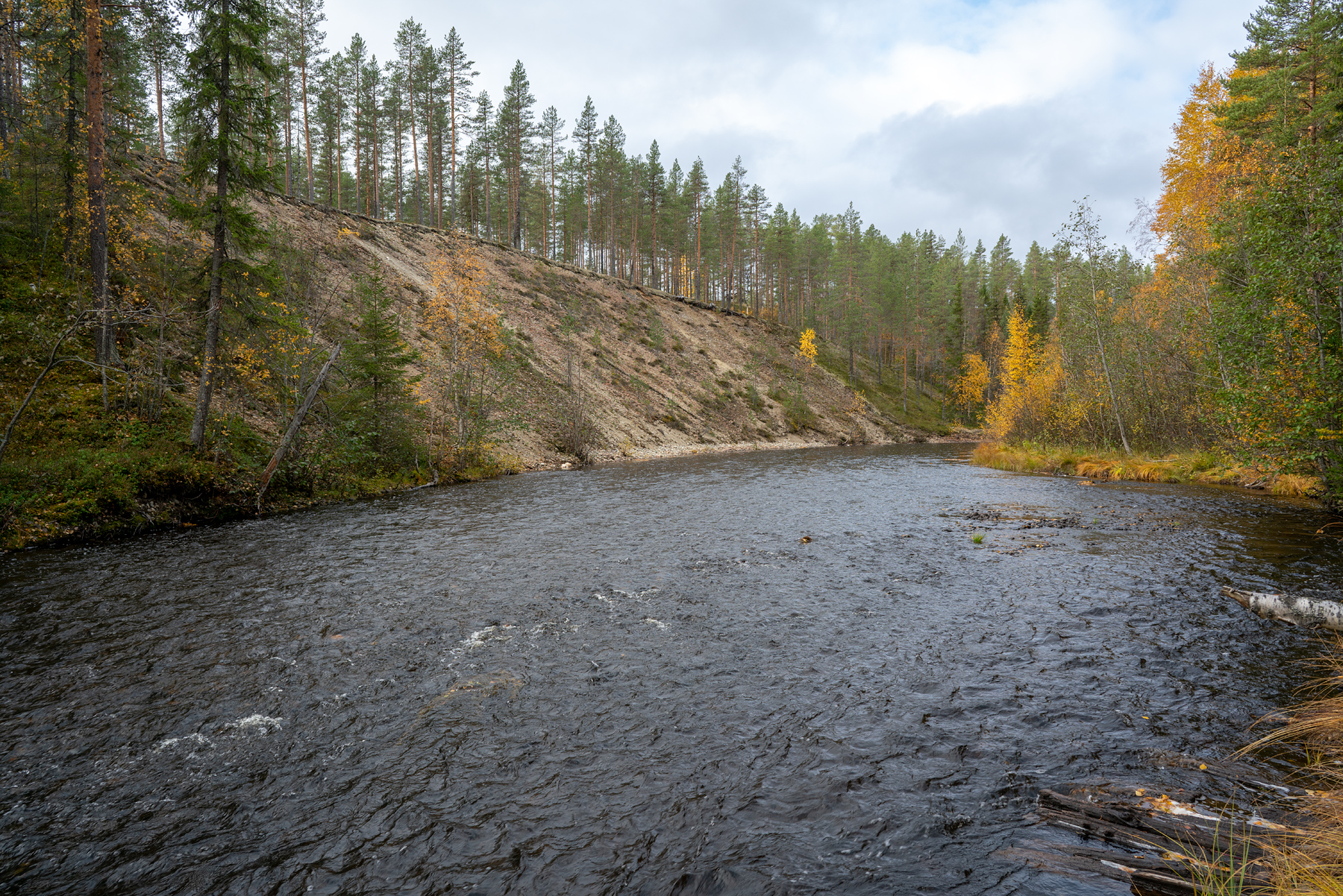
Lägstaån har eroderat bort en bit av Åseleåsen - söder om Vändåtberget - som bildats under istidens slut.
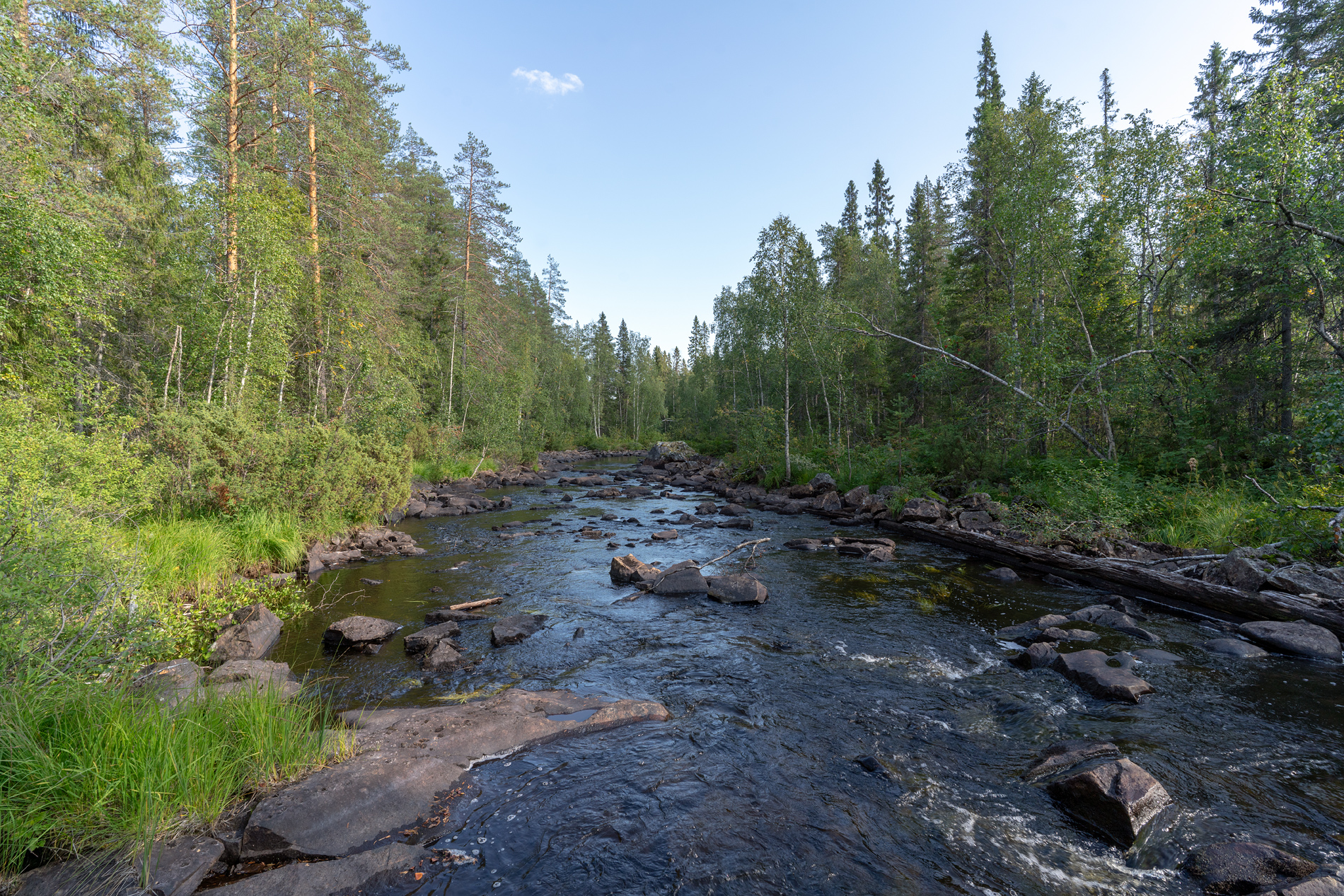
Lägstaån där den tangerar södra sidan av Trolltjärns naturreservat. Vy mot öster.